# Универсальный солдат 3: Возрождение
«Универсальный солдат 3: Возрождение» (англ. Universal Soldier: Regeneration) — американский научно-фантастический боевик, срежиссированный Джоном Хайамсом по сюжету и сценарию Виктора Островского. Сюжетно является альтернативным продолжением оригинальной ленты 1992 года, игнорируя события кинофильма «Универсальный солдат 2: Возвращение» (1999) и двух телефильмов 1998 года (1, 2).
В США фильм был выпущен только для видеопроката 2 февраля 2010 года компанией Sony Pictures Home Entertainment. В том же году он вышел в ограниченный кинотеатральный прокат в Италии, странах Среднего Востока и Юго-Восточной Азии. От зрителей и профессиональных критиков зрителей фильм получил смешанные отзывы и оценки.

## Сюжет
Спустя долгие годы после событий первого фильма группа террористов во главе с командером Топовым похищает сына и дочь премьер-министра Украины и удерживает их в заложниках, требуя освобождения их заключенных товарищей в течение 72 часов. Кроме того, они захватили повреждённую Чернобыльскую атомную электростанцию и угрожают взорвать её, если их требования не будут выполнены. Выявлено, что в рядах террористов находится унисол нового поколения (УНП) (Андрей Орловский), которого контрабандой ввёз на Украину учёный-мошенник доктор Роберт Колин. Силы США объединяются с украинской армией на заводе, но быстро отступают, когда УНП убивает большинство из них без особых усилий. Доктор Ричард Портер, бывший коллега доктора Колина по программе Универсальный солдат, возрождает четырёх унисолов, чтобы снять УНП, но он устраняет и их.
Бывший унисол Люк Деверо, который проходит реабилитационную терапию в Швейцарии с доктором Сандрой Флеминг с целью воссоединения с обществом, возвращается военными для участия в миссии. По мере приближения крайнего срока, премьер-министр объявляет об освобождении заключённых. Террористы, получив желаемое, радуются и отключают бомбу. Доктор Колин, однако, не доволен результатом, так как он чувствует, что его сторона дела не завершена. Поскольку УНП запрограммирован не причинять вреда террористам, доктор Колин освобождает своего второго унисола: клонированную и модернизированную версию Эндрю Скотта — старого врага Деверо, который быстро убивает коммандера Топова. Однако доктор Колин никогда не рассматривал психическую нестабильность Скотта, и тот его убивает. Затем Скотт активирует бомбу, прежде чем отправиться на охоту за детьми.
В разгар хаоса капитан Кевин Берк отправляется, чтобы проникнуть на завод и спасти детей премьер-министра. Он успешно находит их и ведёт к безопасности. На выходе они натыкаются на УНП. Дети убегают, а Берк тщетно пытается удержать УНП, который убивает его.
За 30 минут до взрыва бомбы Деверо отправляется на завод, где он убивает каждого террориста, с которым он сталкивается. Он обыскивает здания и находит детей, загнанных Скоттом в угол. Скотт, у которого искажённые воспоминания о Деверо, собирается убить детей, когда Деверо нападает и начинается изнурительная борьба. В конце концов, Деверо протыкает Скотту лоб свинцовой трубой и стреляет из дробовика, вышибая ему мозги.
Когда Деверо сопровождает детей в безопасное место, на них нападает УНП. Деверо и УНП ведут бой к месту взрыва, до которого осталось менее двух минут. Во время схватки Деверо вынимает детонатор и засовывает его в заднюю часть униформы УНП, когда они оба выпрыгивают из реакторной камеры. УНП снимает детонатор со спины, когда он взрывается, убивая его. Американские солдаты быстро прибывают на место происшествия и ухаживают за детьми, когда Деверо уходит. Тело Берка помещают в чёрный мешок и увозят вместе с частями тела УНП.
В Лэнгли, штат Вирджиния, тело Берка хранится в криогенной камере в качестве нового унисола вместе с несколькими клонами, сделанными из него.

## В ролях
- Жан-Клод Ван Дамм — Люк Деверо[англ.]
- Дольф Лундгрен — Эндрю Скотт
- Андрей Орловский — УНП (Унисол нового поколения)
- Майк Пайл — капитан Кевин Бёрк
- Кори Джонсон — полковник Джон Коби
- Гарри Купер — доктор Портер
- Эмили Джойс — доктор Сандра Флемминг
- Захари Бахаров — коммандер Топофф
- Аки Авни — генерал Борис
- Керри Шейл — доктор Колин
- Йонко Димитров — Димитрий
- Виолета Марковска — Ивана
- Станислав Пишталов — премьер-министр Мусаев
- Марианна Станичева — Ольга
- Джон Ласковски — капитан
- Крис Ван Дамм — Майлс
- Трайан Миленов-Трой — унисол 1
- Джон Фу — унисол 2
- Данко Йорданов — унисол 3
- Дайн Христов — унисол 4

## Съёмочная группа
- Режиссёр — Джон Хайамс
- Автор сценария — Виктор Островский
- Продюсеры — Крэйг Баумгартен, Моше Дайамант
- Исполнительные продюсеры — Марк Дэймон, Кортни Соломон
- Ассоциированные продюсеры — Джеймс Портолезе, Тамара Ступарич Де Ла Барра
- Линейный продюсер — Израэль Рингел
- Оператор — Питер Хайамс
- Композиторы — Крис Хилл[англ.], Майкл Красснер[англ.]
- Монтаж — Джейсон Галлахер, Джон Хайамс
- Подбор актёров — Иллэна Дайамант, Сью Джонс, Марианна Станичева
- Художник-постановщик — Филип Харрисон
- Художники по костюмам — Соня Деспотова, Элица Тасева (сохудожник)
- Постановщики трюков — Чарли Пичерни, Борислав Илиев (Болгария)